# DOCSIS
DOCSIS son las siglas de Data Over Cable Service Interface Specification, en español: «Especificación de Interfaz para Servicios de Datos por Cable».
Se trata de un estándar no comercial que define los requisitos de la interfaz de comunicaciones y operaciones para los datos sobre sistemas de cable, lo que permite añadir transferencias de datos de alta velocidad a un sistema de televisión por cable (CATV) existente. Muchos operadores de televisión por cable (cableoperadores) lo emplean para proporcionar acceso a Internet sobre una infraestructura de red Híbrida de Fibra óptica- Cable coaxial (HFC) existente. 

## Introducción
La primera especificación DOCSIS fue la versión 1.0, publicada en marzo de 1997, seguida de la revisión 1.1 en abril de 1999.
La versión europea de DOCSIS se denomina EuroDOCSIS. La principal diferencia es que, en Europa, los canales de cable tienen un ancho de banda de 8 MHz (PAL), mientras que, en Estados Unidos y gran parte de América del Sur, es de 6 MHz (NTSC). Esto se traduce en un mayor ancho de banda disponible para el canal de datos de bajada (desde el punto de vista del usuario, el canal de bajada se utiliza para recibir datos, mientras que el de subida se utiliza para enviarlos). También existen otras variantes de DOCSIS que se emplean en Japón.
El 7 de agosto de 2006 salieron a la luz las especificaciones finales del DOCSIS 3.0, cuya principal novedad reside en el soporte para IPv6 y el channel bonding, que permite utilizar varios canales simultáneamente, tanto de subida como de bajada, por lo que la velocidad podrá sobrepasar los 100 Mbit/s en ambos sentidos. Los equipos con el nuevo protocolo llegarán a velocidades de descarga de datos de 160 Mbit/s y subidas a 120 Mbit/s.
La versión 3.0 fue publicada a finales de agosto de 2006.
La siguiente versión  es la 3.1, publicada el 20 de marzo de 2014, con la que se pretende poner a las conexiones de cable a un nivel similar (o por lo menos con respecto a sus capacidades en ese momento) al de las redes de fibra pura.

## Características
DOCSIS proporciona una gran variedad de opciones disponibles en las capas 1 y 2 del modelo OSI, la capa física (PHY) y la de control de acceso al medio (MAC).
- Capá física:
  - Ancho de banda del canal: DOCSIS 1.0 y 1.1 especifican un ancho de canal de subida entre 200 kHz y 3,2 MHz. DOCSIS 2.0 especifica 6,4 MHz, pero es compatible con los anteriores. El canal de bajada es de 6 MHz (8 MHz en EuroDOCSIS).
  - Modulación: DOCSIS 1.0/1.1 especifica la utilización de una modulación 64-QAM o 256-QAM para el canal de bajada (downstream), y QPSK o 16-QAM para el de subida (upstream). DOCSIS 2.0 además permite 64-QAM para el canal de subida.
- Capa MAC: DOCSIS emplea métodos de acceso deterministas, específicamente TDMA y S-CDMA. En contraste con CSMA/CD empleado en Ethernet, los sistemas DOCSIS experimentan pocas colisiones.

### Caudal de datos
El ancho de banda de cada canal depende tanto del ancho del canal como de la modulación utilizada.
Con canales de 6 MHz y 256-QAM la velocidad podría llegar hasta los 38 Mbit/s, mientras que con canales de 8 MHz y la misma modulación llegaría hasta los 51 Mbit/s.
En el caso de la subida, con un canal de 3,2 MHz y 16-QAM habría disponibles 10 Mbit/s, aunque en el caso de DOCSIS 2.0 al permitir hasta 6,4 MHz y 64-QAM se puede aumentar hasta 30,72 Mbit/s.
En las siguientes tablas se pueden apreciar mejor las diferentes combinaciones y sus tasas de transferencia resultantes. Todas están indicadas en Mbps y en valores brutos, es decir sin contar los bits utilizados en la corrección de errores, entre paréntesis se encuentra la velocidad real neta.
|       | 64-QAM     | 256-QAM    |
| 6 MHz | 30,34 (27) | 42,88 (38) |
| 8 MHz | 40,44 (36) | 57,20 (51) |

|          | QPSK        | 16-QAM       | 64-QAM*      |
| 0,2 MHz  | 0,32 (0,3)  | 0,64 (0,6)   | 1,28 (1,2)   |
| 0,4 MHz  | 0,64 (0,6)  | 1,28 (1,2)   | 1,92 (1,7)   |
| 0,8 MHz  | 1,28 (1,2)  | 2,56 (2,3)   | 3,84 (3,4)   |
| 1,6 MHz  | 2,56 (2,3)  | 5,12 (4,6)   | 7,68 (6,8)   |
| 3,2 MHz  | 5,12 (4,6)  | 10,24 (9,0)  | 15,36 (13,5) |
| 6,4 MHz* | 10,24 (9,0) | 20,48 (18,0) | 30,72 (27)   |

## Equipamiento
Un CMTS (Cable Modem Termination System), el equipo que hay en la cabecera de la compañía de cable, equivalente al DSLAM en la tecnología DSL, es un dispositivo que controla los puertos de envío y recepción. Esto significa que, a diferencia de Ethernet, para proporcionar una comunicación bidireccional necesitamos al menos dos puertos físicos - bajada/recepción y subida/envío (downstream y upstream). Debido al ruido en el canal de retorno, hay más puertos de subida que de bajada. Hasta DOCSIS 2.0, los puertos de subida no podían transmitir datos tan rápido como los puertos de bajada, aunque la razón principal de que haya más puertos de subida que de bajada es el ruido de la línea.
Antes de que una compañía de cable pueda usar DOCSIS, debe actualizar su red HFC para soportar un canal de retorno para el tráfico de subida. Sin él, el antiguo estándar DOCSIS 1.0 aún permite el uso de datos sobre sistemas de cable, implementando el canal de retorno mediante la línea telefónica convencional.(sistema TELCO)motorola SB 3100
El ordenador del cliente, junto con los periféricos asociados, se denominan Customer Premise Equipment (CPE). Está conectado al cablemódem, el cual está conectado al CMTS a través de la red HFC. Entonces el CMTS enrutará el tráfico entre la red de cable e Internet. Los operadores de cable tienen un control absoluto de la configuración de los cablemódems.

## Velocidad de transferencia
Típicamente, en lo referente a usuarios particulares, la velocidad está limitada en función del contrato que tengan suscrito con su operador de telecomunicaciones. Los valores concretos se definen en un archivo de configuración que el cablemódem se descarga (usando TFTP) cuando establece la conexión con la cabecera del ISP.
Un canal de bajada puede manejar hasta mil cablemódems. Cuando el sistema crece, el CMTS se puede actualizar con más puertos de bajada/subida. Si la red HFC es grande, se pueden agrupar los CMTS en concentradores para una gestión más eficiente.
Algunos usuarios intentan saltarse el límite de ancho de banda para conseguir acceso total al ancho de banda del sistema, subiendo su propio fichero de configuración al cablemódem. Este proceso se conoce como uncapping y constituye, en la mayoría de casos, una violación de los términos del servicio y, frecuentemente, de la ley.

## DOCSIS over satellite
DOCSIS sobre satélite (ingl. DOCSIS over satellite) es básicamente el estándar de cablemódem DOCSIS adaptado a las plataformas satélite, para aquellos lugares, sobre todo rurales, donde no llega el cable, pero si tienen cobertura satélite:
Para trabajar en enlaces satélite, se ha modificado DOCSIS para soportar, además de QAM, esquemas de modulación como QPSK. DOCSIS over Satellite (abreviadamente DOCSIS-oS o DOCSOS) permite a los operadores de banda ancha satelital utilizar tecnologías actualmente en uso en las redes de cablemódems, así como software estándar (disponible en estantes, salido del estante u off-the-shelf) de oficina de respaldo (back office) y de gestión de red (network management), lo que proporciona economías de escala. DOCSIS también proporciona controles de calidad del servicio (QoS) que permiten el despliegue de servicios por niveles, servicios de valor añadido como VoIP, características de seguridad y otras configuraciones para redes de banda ancha.
Intelsat y Telesat, entre otros, apoyan este estándar, así como los fabricante de VSAT, como ViaSat. La plataforma Surfbeam de ViaSat está basada en DOCSIS 1.1, mientras que las adiciones primarias en DOCSIS 2.0 son formas de onda del canal de retorno CDMA (Code Division Multiple Access).
WildBlue utiliza equipos DOCSIS para su servicio de banda ancha Ka-band en el satélite  Telesat Anik F2. Tiene una velocidad de bajada (downstream) de hasta 1,5 Mbps. No obstante, WildBlue no es el único servicio basado en DOCSIS. Intelsat, Pegaso en Hispanoamérica y Eutelsat están entre los operadores que han adoptado DOCSIS. ViaSat dice que tiene acuerdos para proporcionar la plataforma DOCSIS Surfbeam a más de diez diferentes proveedores de servicio por satélite DOCSIS. Su foco consiste en ofrecer acceso por banda ancha vía satélite a los usuarios, SOHO y clientes SME.